# Montezuma (Georgia)
Montezuma is een plaats (city) in de Amerikaanse staat Georgia, en valt bestuurlijk gezien onder Macon County.

## Demografie
Bij de volkstelling in 2000 werd het aantal inwoners vastgesteld op 3999.
In 2006 is het aantal inwoners door het United States Census Bureau geschat op 3973, een daling van 26 (-0.7%).

## Geografie
Volgens het United States Census Bureau beslaat de plaats een oppervlakte van
11,8 km², waarvan 11,7 km² land en 0,1 km² water. Montezuma ligt op ongeveer 108 m boven zeeniveau.

## Plaatsen in de nabije omgeving
De onderstaande figuur toont nabijgelegen plaatsen in een straal van 20 km rond Montezuma.